# Johannes Schuster
Albert Johannes Schuster (* 1. März 1904 in Tolkewitz; † 13. Dezember 2000 in Dresden) war ein deutscher Ingenieur und Hochschullehrer.

## Leben und Werk
Er war der Sohn der Damenschneiderin Emma Clara Schuster. Nach dem Abitur an der Oberrealschule in Dresden 1923, studierte Schuster Ingenieurwissenschaft und Volkswirtschaft an der Technischen Hochschule Dresden, wo er 1931 das Diplom ablegte. Danach trat er in den Dienst der Firma Seidel & Naumann in Dresden, in der er 1941 die Leitung der Abteilung Betriebliches Rechnungswesen übernahm. Nach dem Zweiten Weltkrieg arbeitete er zunächst bei der Sächsischen Landesbank und war in den Jahren 1947/48 Erster Bürgermeister im Amtsbereich Dresden-Ost. 1949 wurde Schuster Technischer Direktor im Kommunalen Wirtschaftsunternehmen Dresden, bevor er ab 1951 als Betriebsdirektor in der Wirtschaft tätig war. 1954 wurde er zugleich Lehrbeauftragter an der Hochschule für Verkehrswesen. Nach seiner Promotion 1958 zum Dr.-Ing. wurde er Professor mit Lehrauftrag und Fachrichtungsleiter Technische Gebäudeausrüstung des Instituts Technische Bauhygiene und Haustechnik der Technischen Hochschule Dresden. Bis zu seiner Emeritierung 1969 war Schuster ordentlicher Professor für Sanitäre und elektrische Gebäudeinstallation an der Technischen Universität Dresden.

## Schriften (Auswahl)
- Erinnerungen an den Aufbau des Gemeindehauses der Erlöser-Andreas-Gemeinde Dresden. Vortrag anläßlich der Einweihung des Gemeindehauses. Dresden 1957.
- Rationelle Arbeitsmethoden in der Leitung des sozialistischen Industriebetriebes. Dresden 1959.
- Industrialisierung der Ausbauarbeiten. (Schriftenreihe Bauwesen, Heft 10), Berlin 1960.
- Berechnung der Speichergröße von Warmwasserbereitungsanlagen. In: Stadt- u. Gebäudetechnik, Berlin 1967, H. 1, S. 14–16.